# Ehretia rosea
Ehretia rosea är en strävbladig växtart som beskrevs av Gürke. Ehretia rosea ingår i släktet Ehretia och familjen strävbladiga växter. Inga underarter finns listade i Catalogue of Life.